# Limba flamandă
Limba flamandă este denumirea tradițională a limbii neerlandeze vorbită de flamanzi în Belgia (cu referire în mod special la dialectele din Flandra și Brabant). Din anul 1973 în Constituția Regatului Belgiei denumirea de limbă flamandă a fost oficial înlocuită cu cea de limbă neerlandeză. 